# Paso de Mishima en la provincia de Kai
Paso de Mishima en la provincia de Kai (甲州三嶌越 Kōshū Mishima-goe?) es una estampa japonesa de estilo ukiyo-e obra de Katsushika Hokusai. Fue producida entre 1830 y 1832 como parte de la célebre serie Treinta y seis vistas del monte Fuji, a finales del período Edo. Considerada una de las composiciones «más interesantes y humorísticas» en esta serie, retrata a una gran conífera rodeada por un grupo de viajeros, extasiados ante su extensa circunferencia.

## Escenario
El paso de Mishima, que se cree que es el ahora llamado paso de Kagosaka, se encuentra en la zona montañosa al norte del monte Fuji, cerca  de las otrora provincias de Kai y Suruga. La estampa se sitúa en la actual prefectura de Yamanashi, donde la montaña forma su base. El árbol que domina la imagen es de la especie Cryptomeria japonica.

## Descripción
El grabado se caracteriza por la preeminencia del árbol en primer plano, que incluso tapa la vista del monte Fuji. De esta forma, Hokusai enfatiza la «grandeza de la naturaleza» al hacer que ambos elementos monumentales compitan entre sí, en contraste con las pequeñas figuras humanas. Tres personas rodean con «exuberancia y triunfo» el ciprés, con la intención de medir su gran diámetro, mientras otra, que no se ha querido unir, les observa fumando. En tanto que otros peregrinos descansan, fatigados tras su trayecto. La textura rugosa de la corteza del árbol expresa condición de «viejo y monumental». Otro aspecto a notar es la típica composición geométrica que emplea el autor: la pendiente izquierda del Fuji hace eco en las ramas del ciprés en el borde superior de la imagen y en las colinas de la derecha.
La impresión muestra unos trazos suaves gracias a que ninguna línea de contorno se pintó en negro, sino en azul. Los colores que emplea principalmente son el índigo, el verde claro y el marrón taisha que obtiene al mezclarlo con tinta. El monte está dividido por tres bandas en índico, blanco y marrón negruzco; para fundir estos pigmentos Hokusai usó la técnica del bokashi, con la cual gradúa la tinta. Al paisaje también le añadió las nubes blancas, que parece que se alzan desde la cima.